# Sergei Sheydeman
Sergei Mijailovich Sheydeman (en ruso: Сергей Михайлович Шейдеман; en alemán: Sergei Michailowitsch Scheidemann; 18 de agosto de 1857 - 1922) fue un comandante del Ejército Imperial Ruso en la I Guerra Mundial. Después de la Revolución de Octubre, se puso del lado de los bolcheviques.

## Servicio militar
Sheydeman se graduó en el gymnasium militar Petrovsky Poltava e ingresó en el servicio militar el 9 de agosto de 1874. En 1877 se graduó en la Academia de Artillería Mijailovsky y fue comisionado como teniente segundo y asignado a la 19.ª batería de artillería montada. Después fue transferido a la 3.ª Brigada de Artillería de Granaderos. Participó en la guerra ruso-tuca de 1877-1878, y recibió un ascenso a teniente el 18 de diciembre de 1878.
En 1883, Sheydeman se graduó en la Academia de Estado Mayor General Nikolaev en segunda categoría. Fue asignado al personal del Distrito Militar de Kiev. El 6 de diciembre de 1883, fue promovido a capitán del cuartel general, y el 9 de diciembre de 1883 fue nombrado adjunto sénior del cuartel general de la 11.ª División de Caballería. El 29 de marzo de 1885, fue promovido a capitán.
El 1 de diciembre de 1888, Sheydeman tomó el mando de un escuadrón del 34.º Regimiento de Dragones Starodubovsky. El 16 de diciembre de 1889, retornó a la 11.ª División de Caballería. El 1 de abril de 1890, fue designado teniente coronel en la sede del 2.º Cuerpo de Ejército.
El 26 de agosto de 1892, Sheydeman se convirtió en adjunto sénior del Distrito Militar de Vilnius. Fue promovido a coronel el 17 de abril de 1894. Entre el 6 de mayo y el 6 de noviembre de 1895 fue adscrito al 4.º Regimiento de Dragones de Pskov para familiarizarse con los requerimientos generales de gestión y liderazgo.
El 2 de diciembre de 1896, Sheydeman fue nombrado jefe de Estado Mayor de la 4.ª División de Caballería. El 22 de marzo de 1901, se convirtió en comandante del 1.º Regimiento de Dragones de Moscú. El 21 de marzo de 1902 se convirtió en jefe de Estado Mayor asistente del Distrito Militar de Moscú. Fue promovido a mayor general el 14 de diciembre de 1902. Fue nombrado Intendente General del Distrito Militar de Moscú el 20 de mayo de 1905. Durante la Revolución Rusa de 1905, cuando estalló un levantamiento en Moscú en diciembre de 1905, emitió una orden el 18 de diciembre de 1905 que decía en parte: "Si se proporciona resistencia armada, entonces exterminad a todos sin arrestar a nadie".
Sheydeman se hizo cargo del cuartel general del Distrito Militar de Amur el 27 de noviembre de 1906. Fue promovido a teniente general el 6  de diciembre de 1907. El 31 de agosto de 1908 tomó el mando de la 3.ª División de Caballería. El 15 de mayo de 1912, se convirtió en comandante del 2.º Cuerpo de Ejército (que consistía de las 26.ª y 43.ª Divisiones de Infantería), un componente del 2.º Ejército bajo las órdenes del General Alexander Samsonov. El 14 de abril de 1913, Sheydeman fue ascendido a general de caballería.

### I Guerra Mundial
La I Guerra Mundial estalló cuando Austria-Hungría invadió Serbia el 28 de julio de 1914. Rusia entró en la guerra el 1 de agosto de 1914. El 22 de agosto de 1914, el 2.º Cuerpo de Ejército de Sheydeman fue transferido al 1.º Ejército bajo las órdenes del General Paul von Rennenkampf. Después de que el 2.º Ejército del General Samsonov fuera casi completamente destruido durante la derrota rusa en la batalla de Tannenberg a finales de agosto y un avergonzado Samsonov se suicidase, Sheydeman tomó el mando del 2.º Ejército el 5 de septiembre de 1914. En septiembre, el 2.º Ejército de Sheydeman participó en la ofensiva rusa en Prusia Oriental. Aunque el 2.º Ejército asestó un golpe desde el sur que obligó al Ejército Imperial Alemán a desviar algunas fuerzas para enfrentarlo y salvó al 1.º Ejército ruso de la destrucción, la ofensiva rusa terminó en una derrota rusa.
En octubre de 1914, el 2.º Ejército tomó parte en la batalla del río Vístula. El 7 de octubre de 1914, tropas alemanas a las órdenes del General August von Mackensen atacaron al 2.º Ejército en las cercanías de Troitsa. El 11 de octubre, el 2.º Cuerpo de Ejército Siberiano de Sheydeman tomó los fuertes de Varsovia. Tres días después, las fuerzas del 1.º Siberiano, 2.º Siberiano, 1.º, 2.º y 4.º Cuerpos de Ejército atacaron al grupo de Mackensen en la región de Prutkov. Tomaron Błonie y Sochaczew el 15-17 de octubre, y el 24 de octubre el ejército de Scheidemann hizo retroceder al 9.º Ejército alemán hasta el río Rawka. El 30 de octubre las tropas de Sheydeman ocuparon Lodz.
En noviembre de 1914, el 2.º Ejército tomó parte en la batalla de Łódź. Sheydeman no pudo impedir el cerco de Lodz y el 20 de noviembre de 1914 fue depuesto del mando por el General Nikolai Ruzsky por su incomprensión de la situación. El 5 de diciembre de 1914, oficialmente dimitió del mando del 2.º Cuerpo que pasó a Vladimir Vasilyevich Smirnov, y tomó el mando del 1.º Cuerpo de Ejército de Turquestán.
En 1916, Sheydeman actuó con éxito como parte del 8.º Ejército durante la exitosa Ofensiva Brusilov en el Frente Suroccidental. Entre el 5 y el 9 de julio, en las batallas de Tuman y Rosinich, Sheydeman rompió el grupo del General Fata y le obligó a cruzar el río Stokhod. Bajo presión de tropas alemanas, fue obligado a retirar su cuerpo hasta el río Stokhod el 10-11 de julio.
Por enfermedad, Sheydeman fue transferido el 4 de junio de 1917 a la reserva del cuartel general del Distrito Militar de Kiev. Tras su retorno al servicio activo, fue nombrado comandante del 10.º Ejército en noviembre de 1917.

### Guerra Civil Rusa
En 1918, Sheydeman se unió voluntariamente al Ejército Rojo y fue nombrado líder militar de la unidad de Ryazan cubriendo la región de Moscú. En la guerra civil rusa comandó la 1.ª División de Infantería de Ryazan del Ejército Rojo. Entre el 22 de octubre y 5 de noviembre de 1920 lideró el cuartel general de la 17.ª División de Caballería de los cosacos rojos.
Subsiguientemente, Sheydeman fue arrestado. Según algunos informes, murió en prisión.

## Condecoraciones
- Orden de Santa Ana, 4.ª clase (1879)
- Orden de San Estanislao, 3.ª clase (1886)
- Orden de Santa Ana, 3.ª clase (1889)
- Orden de San Estanislao, 2.ª clase (1893)
- Orden de San Vladimir, 4.ª clase (1896)
- Orden de San Vladimir, 3.ª clase (1905)
- Orden de San Estanislao, 1.ª clase (1906)
- Orden de Santa Ana, 1.ª clase (1910)
- Orden de San Alejandro Nevski (15 de marzo de 1916)